# 1988年カルガリーオリンピックのユーゴスラビア選手団
1988年カルガリーオリンピックのユーゴスラビア選手団（1988ねんカルガリーオリンピックのユーゴスラビアせんしゅだん）は、1988年2月13日から2月28日までカナダのカルガリーで開催された1988年カルガリーオリンピックのユーゴスラビア選手団、およびその競技結果。

## 概要
今大会は銀メダル2個、銅メダル1個の計3個のメダルを獲得した。

## メダル
| メダル | 選手名                                                                          | 競技           | 種目      |
| ------ | ------------------------------------------------------------------------------- | -------------- | --------- |
| 銀     | マテヤ・スヴェト                                                                | アルペンスキー | 女子回転  |
| 銀     | プリモジュ・ウラガ マティアジュ・ズパン マティアジュ・デベラク ミラン・テペシュ | スキージャンプ | 男子団体  |
| 銅     | マティアジュ・デベラク                                                          | スキージャンプ | 男子90m級 |